# Humbert de Villars
Humbert de Villars ou encore de Thoire-Villars — numéroté [VII] ou [VIII] selon les auteurs —, mort après mars 1400, est un noble de la Maison de Thoire-Villars, sire de Rossillon et Trévoux, héritier du titre et des droits sur le comté de Genève, en succédant à son oncle maternel, Robert de Genève, en 1394.

## Nom et numéro
La forme Humbert de Villars est celle choisie par les historiens, notamment Pierre Duparc, spécialiste du comté de Genève,,, ou encore aux Archives départementales de la Savoie. On trouve également la forme Humbert de Thoire-Villars, dans le Dictionnaire historique de la Suisse.
Sa numérotation dans la filiation fait débat. Son père Humbert de Thoire est désigné avec le numéro [VII], notamment chez Duparc,, faisant d'Humbert de Villars le numéro [VIII] que l'on retrouve dans les travaux de Marie-José de Belgique (1962), l'historienne suisse Renée-Paule Guillot (1982), de Daniel Chaubet (1984), docteur en historiographie médiévale savoyarde ou encore l'historien Christian Regat (2016), président de l'Académie salésienne.
Le site de généalogie Foundation for Medieval Genealogy donne le numéro [VI] pour son père et de fait le numéro [VII] pour son fils.

## Biographie

### Origines
La date de naissance d'Humbert de Villars n'est pas connue. Il est le fils d'Humbert VII de Thoire († 1424), dernier seigneur de Thoire et Villars, et de sa seconde épouse, Marie, fille du comte Amédée III de Genève († 1367),,,,. Cette dernière est la sœur des comtes successifs : Aymon III Amédée IV, Jean, Pierre et Robert de Genève (futur anti-pape Clément VII),.
Humbert a deux sœurs, Alix et Louise,. Cette dernière, dame de Lauson, épouse, Guillaume de Vienne.
Humbert est fiancé à la suite du traité du 4 novembre 1381 à Louise de Poitiers, fille du comte de Valentinois, Louis II. Le mariage est célébré le 15 novembre 1389,. Le contrat de mariage indique qu'elle reçoit 40000 florins de dot.

### Une difficile succession au comté de Genève
Le 27 avril 1393, Humbert est désigné comme l'éventuel héritier du comté de Genève, après une entente entre son père, son oncle paternel, Odon, et Guillaume de Vienne. Son oncle maternel, Pierre III de Genève, comte de Genève, le désigne comme son héritier dans son testament du 24 mars 1392,. Le frère de Pierre, Robert, anti-pape sous le nom de Clément VII, conteste cette succession. Il prend le titre, mais s'engage à faire son neveu Humbert son successeur le 19 décembre 1393,. L'anti-pape meurt l'année suivante, le 16 septembre de l'année suivante.
Sa grand-mère, la comtesse douairière Mathilde d'Auvergne, dit de Boulogne, conteste l'héritage du comté, de même ses trois tantes maternelles, filles du comte de Genève, Amédée III : Blanche veuve d'Hugues II de Chalon-Arlay, vicomte de Besançon (1362-1392), vicaire impérial (1364-1392) ; Jeanne, épouse Raymond V des Baux, prince d'Orange, et Catherine, qui a épousé Amédée de Savoie-Achaïe,. Auquel s'ajoute Jean III de Chalon-Arlay, qui a épousé la princesse d’Orange, Marie des Baux, fille de Jeanne de Genève, donc sa cousine germaine.
Le comte de Savoie, Amédée VIII a lui aussi tenté de contester la succession,. Il l'obtiendra d'Odon de Villars, le successeur d’Humbert, contre 45 000 francs d'or, le 5 août 1401,.
Humbert hérite donc du titre et du comté de Genève à la suite d'un « procès devant le conseil du comte de Savoie ». Une solution est ainsi trouvée le 2 décembre 1395, notamment par la concession de certaines villes, mais aussi la cession de l'usufruit sur les États du Genevois à la comtesse douairière.

### Comte de Genève
Le 23 décembre 1395, l'empereur Venceslas l'investit comte de Genève,. Cette investiture n'est pas faite en personne, mais par l'intermédiaire du chapelain impériale.
Humbert de Villars meurt très probablement durant le mois de mars 1400, après le 10 de ce mois, sans que les historiens n’aient pu déterminer la date exacte.
Il meurt avant la fin des suites du procès. Sans héritier, ses droits sur « les terres de Thoire, en Bugey, et de Villars, en Dombes, ainsi que le comté de Genève » passent à son oncle Odon de Villars,,, « dernier de la dynastie ». Cet héritage est rapidement contesté puisqu'il n'a aucun lien direct avec la maison de Genève.